# Arundinelleae
Arundinelleae é uma tribo da subfamília Panicoideae.

## Gêneros
Arundinella, Chandrasekharania, Danthoniopsis, Diandrostachya, Dilophotriche, Garnotia, Gilgiochloa, Isalus, Jansenella, Loudetia, Loudetiopsis, Trichopteryx, Tristachya, Zonotriche